# پگی مافیت
پگی مافیت (انگلیسی: Peggy Moffitt؛ زادهٔ ۱۴ مهٔ ۱۹۴۰ - ۱۰ اوت ۲۰۲۴) مدل و بازیگر سابق اهل ایالات متحده آمریکا است.
از فیلم‌ها یا مجموعه‌های تلویزیونی که وی در آن‌ها نقش داشته است، می‌توان به آلفرد هیچکاک تقدیم می‌کند، آگراندیسمان و شهر دختران اشاره نمود.